# Baseodiscus abyssorum
Baseodiscus abyssorum är en djurart som tillhör fylumet slemmaskar, och som först beskrevs av Louis Joubin 1902.  Baseodiscus abyssorum ingår i släktet Baseodiscus och familjen Valenciniidae. Inga underarter finns listade i Catalogue of Life.